# Gare de Lyon metróállomás
A Gare de Lyon egy metróállomás Franciaországban, Párizsban a párizsi metró 1-es és 14-es metróvonalán. Tulajdonosa és üzemeltetője a RATP.

## 1-es vonal
A Gare de Lyon metróállomás egyike volt az 1900. július 19-én a Porte de Vincennes és a Porte Maillot közötti 1-es vonal első szakaszának részeként megnyitott nyolc eredeti állomásnak. A vonal gumikerekes üzemre való átépítése során a vonal meghosszabbításuk előtti állomásaihoz használt 75 méteres hossz helyett 100 méteres hosszal épült. Az állomás helyét felülről ásták ki és egy 23,90 méter széles fémfedélzettel fedték le, amely a felette lévő utcákat támasztja alá. Eredetileg négy, két 6 méter széles peront szegélyező vágány volt a tervezett körvasút (akkor 2. vonalnak nevezték) befogadására, bár ez soha nem készült el. 1906. augusztus 1-jétől az 5-ös vonal északi végállomása ideiglenesen a tartalék peronokon volt, ami a Quai de la Rapée-nél való visszafordulást igényelte. 1906. december 17-én az 5-ös vonalat meghosszabbították Jacques Bonsergent-ig, és a Quai de la Rapée és a Gare de Lyon közötti szakaszt lezárták. 1906. december 17-én a lezárt vonal útvonalát és a Gare de Lyon-i tartalék peronokat a Pénzügyminisztérium által 1937 és 1957 között a pénzforgalom számára üzemeltetett 60 cm-es nyomtávú vasútvonal, a Voie des Finances részeként használták.
Az 1-es vonal peronjait a 2009. július 18-19-i hétvégén emelték meg a vonal automatizálásának részeként.

## 14-es vonal
A 14-es vonal állomását 1998. október 15-én nyitották meg. A Gare de Lyontól délre, a Rue de Bercy utcában található, az A és D RER-vonalak állomásai mellett. Két vonala egy nagy központi peron két oldalán helyezkedik el. Az Olympiadesből keletre tartó sáv és az RATP székháza között egy egzotikus kert található.
A STIF igazgatótanácsa 2009. május 27-én úgy döntött, hogy 2010-ben finanszírozást biztosít egy harmadik, a peron közepén lévő feljáró kialakítására, hogy megkönnyítse a forgalmas és viszonylag szűk állomáson belüli közlekedést. Ez az új feljáró csatlakozik majd a meglévő, a vágányok fölött átívelő hídhoz, amely jelenleg az RER-hez való hozzáférést biztosítja, de a 14-es vonalra való feljutáshoz nem használják. Ez elválasztaná az érkező és az induló utasok áramlását.

## Nevezetességek a közelben
- Paris Gare de Lyon

## Metróvonalak
Az állomást az alábbi metróvonalak érintik:
- 1-es metróvonal
- 14-es metróvonal

## Kapcsolódó állomások
A metróállomáshoz az alábbi állomások vannak a legközelebb:
- Bastille (La Défense, 1-es metróvonal)
- Reuilly – Diderot (Château de Vincennes, 1-es metróvonal)
- Châtelet (Saint-Denis Pleyel, 14-es metróvonal)
- Bercy (Aéroport d'Orly, 14-es metróvonal)